# Gennadas kempi
Gennadas kempi är en kräftdjursart som beskrevs av Stebbing 1914. Gennadas kempi ingår i släktet Gennadas och familjen Benthesicymidae. Inga underarter finns listade i Catalogue of Life.